# Bitka kod Talavere
Bitka kod Talavere bio je oružani sukob između Španjolske i Ujedinjenog Kraljevstva na jednoj i Francuske na drugoj strani, tijekom Španjolskog rat za neovisnost. Snage su se sukobile 27. i 28. srpnja 1809. a konačni ishod bitke bio je neodlučen. Ujedinjene britansko-španjolske snage predvodili su generali Arthur Wellesley i Gregorio García de la Cuesta dok su na francuskoj strani vođe bili generali Jean-Baptiste Jourdan i Claude-Victor Perrin.

## Tijek bitke
Kada je general Arthur Wellesley protjerao francusku vojsku iz Portugala, umarširao je s 20 000 britanskih vojnika u Španjolsku kojom je tada vladao Joseph Bonaparte, brat Napoleona Bonaparte. Arthur Wellesley je potpomognut španjolskom vojskom od 35 000 vojnika koja je bila pod zapovjedništvom Gregoria Cueste. Zajedno su marširali do grada Talavera de la Reina, gdje su čekali na francuske snage pod zapovjednišvom Jean-Baptiste Jourdana i Claude-Victora Perrina. Francuske snage su imale 46 000 vojnika. Bitka započinje poslijepodne 27. srpnja kada francuske snage prelaze rijeku Alberche. Nekoliko sati kasnije Francuzi napadaju španjolsko desno i britansko lijevo krilo. Britanci uspijevaju natjerati Francuze na povlačenje i osvajaju strateški važnu uzvišicu. Francuzi napadaju 28. srpnja opet lijevo krilo britanskih vojnika kako bi ponovo osvojili uzvišicu i tada započinje borba bajunetima. Poslije oko dva sata borbe francuski generali naređuju povlačenje pješaštva i tada započinje artiljerijski duel. Obe strane su ispaljivale topovske salve jedna na drugu a kada se smračilo španjolski vojnici su zamjetili da su se Francuzi povukli, ostavljajući na bojištu povrjeđene i dvije artiljerijske jedinice.